# 激ウラ!!西川貴教のオールナイトニッポン
激ウラ!!西川貴教のオールナイトニッポン（げきうら にしかわたかのりのオールナイトニッポン）は、Podcastを利用したインターネットラジオ番組。かつてニッポン放送 ポッドキャスティングステーションで配信されていた。

## 番組概要
『西川貴教のオールナイトニッポン』が2006年1月2日に特別番組として復活することを告知するために、2005年12月15日にスタート。なお、特別番組終了後も本番組が好評であったため、ニッポン放送 ポッドキャスティングステーションにて『西川貴教のオールナイトニッポン』をレギュラー番組として復活させることを目的に配信が続けられていた。しかし、2006年5月の20回目の配信をもって、番組制作における責任の所在の不明確さ・母体番組である『西川貴教のオールナイトニッポン』のホームページの終了を理由に終了した。なお、現在は石川昭人が個人で運営するサイトbe-side.jpで後継番組『石川・ホンマ・ぶるんのBe-side Your Life』が配信されている。

## パーソナリティ
西川貴教は出演しておらず、西川貴教のオールナイトニッポンに携わった放送作家がパーソナリティを務めている。
- 石川昭人：ラジオ番組構成作家
- 本間俊彦：ラジオ番組構成作家
- ぶるんぶるん（平田治）：ラジオ番組構成作家

## スタッフ
- 制作・配信：ニッポン放送デジタルコンテンツ部
- ディレクター・ミキサー：生江龍太郎（サウンドマン）

## 配信時間
- 毎週火曜日更新（2部構成　約1時間）

初期は1部のみだったが、徐々に放送時間が拡大し、後期は3部構成となった。

## 主なコーナー

### 通じない日本語
同じ日本語のはずなのに地元以外では通じない日本語をリスナーから教えてもらうコーナー。後期は下ネタが苦手な本間をいじめるコーナーになりつつあった。

### 激ウラカスタマーレビュー
番組の登録数を増やすためにiTunesミュージックストアの番組のページに掲載するカスタマーレビューを考えるコーナー。毎回番組内で優秀作を選んで、リスナーに掲載を依頼していた。

### 私事
身の回りで起きた、どうでもいいことなのに何故かひっかかる出来事を紹介するコーナー。

### こんなアイドルはイヤだ
アイドルのプロフィールに、こんなことが書かれていたら素直な気持ちで応援できないと言う条件を考えるコーナー。

## レイヴ
番組スタッフ及び関係者が何かしらの不祥事に起こした際に行われる罰ゲーム。元々は『西川貴教のオールナイトニッポン』で行われていた企画。罰の内容はプライベートに関わることがほとんどで、肉体的でなく精神的に罰を与える。レイヴは当日の台本の色が周りの人とは異なることを番組内で本人に気付かせることから始まる。

### 石田裁判
石川と、その友人で他の番組でミキサーを担当している若林千真が、『西川貴教のオールナイトニッポン』『西川貴教のオールナイトニッポン』のアシスタントディレクター石田誠の結婚式の企画・構成・演出をした際、非常識な態度をとったことから始まった企画。番組内で証人喚問が行われ、リスナーからの投票の結果レイヴが行われることになった。しかし、その当日に石田が一時入院したため過激なレイヴを中止。なお当時、石田が営業部に異動していたという事情を考慮し、番組のスポンサーを探すという罰ゲームが執行された。その後、石田が制作部へ異動してしまったため、スポンサー探しは棚上げになり、番組が終了した。

### 本間レイヴ
第11回更新分では、本間がホームページの日記の更新を一週間サボってしまったため、携帯電話の電話帳の登録を30件消去されてしまった。

## 全放送内容の概要
- 第1回（2005年12月15日配信）：「西川貴教のANN」最終回の本間レイブについて
- 第2回（2005年12月19日配信）：タイトルコールとテーマがつく▽石川映画▽本間の住所の一部公開
- 第3回（2005年12月26日配信）：「ということで」「さて」▽本間受け売りはじめる▽50票以上が集まり番組存続
- 第4回（2005年1月2日配信）：63票で存続▽楽屋ニュース疑惑▽紅白話
- 第4回エディット（2006年1月3日配信）：（後述）

（西川ANN復活放送）
- 第5回（2006年1月9日配信）：これ以降月曜収録に▽石田の結婚式話▽ブログ当番制に
- 第6回（2006年1月16日配信）：ぶるん欠席▽石田裁判▽コーナー募集開始（私事・レビュー・日本語）
- 第7回（2006年1月23日配信）：これ以降２部制▽略称「激西」使用開始▽石田打上げ▽殺めたいメール
- 第8回（2006年1月30日配信）：リスナー数サンマリノと同じ▽石川の親話▽石田裁判判決（有罪）
- 第9回（2006年2月6日配信）：本間の下ネタ嫌いが明らかに▽ジングル▽石田入院で延期▽リスナー女子高生にテレフォン
- 第10回（2006年2月13日配信）：遅刻話▽石田証人喚問→スポンサー探し（ただし結局つかず）▽バイブフェード（後述）
- 第11回（2006年2月20日配信）：本間レイヴ→携帯メモリー30件削除▽ショックでオインゴボインゴ的絵を描く
- 第12回（2006年2月27日配信）：弁当▽「あげあげ」誕生▽ランキングUP作戦本格化▽本間の2ちゃんねる事件
- 第13回（2006年3月6日配信）：北海道の旅行話▽本間の無駄な解説始まる▽「こんなアイドルはいやだ」開始▽ご当地キティプレゼント
- 第14回（2006年3月13日配信）：初の3部制▽水戸旅行▽コンビニ▽親戚を大切にしよう
- 第15回（2006年3月20日配信）：本間野球話▽あげあげ作戦決定▽
- 第16回（2006年3月27日配信）：バイク▽軟式野球
- 第17回（2006年4月3日配信）：3部制▽あげあげ作戦するも失敗に終わる▽日経エンタテインメントに掲載▽レビューアメリカ版
- 第18回（2006年4月10日配信）：（TBSがポッドキャスト参入）▽本間酔っ払い
- 第19回（2006年4月17日配信）：3部制▽終了（継続発表）▽サザエさん▽「大丈夫です」▽ノベルティをクリアファイルに変更
- 第20回（2006年5月1日配信）：3部制▽後続番組・アドレスを発表▽西川ライブ▽別注カドカワ

### 第4回エディット
第4回は30分を超える内容であった。そのためサーバ負荷により、途中で放送が切れてしまうことが発生した。そのため、1月3日に第4回エディットとしてオープニングのフリートーク（主にメールと本間バッシング）をカットしたものを配信した。

### 第10回のフェードアウト
第10回は私事の中でバイブの話をしている途中でニッポン放送のジングルが流れて終了するという不自然な終わり方をしていた。この件に関して、第11回で訂正版を後日配信することを発表したものの配信されなかった。